# Confrontos entre Coritiba e Fluminense no futebol
Coritiba e Fluminense fazem um importante confronto interestadual brasileiro, envolvendo os estados do Paraná e do Rio de Janeiro.

## Introdução
Esse confronto reúne dois clubes campeões brasileiros, clubes que se confrontam desde 1949 e que travaram importantes partidas em mata-mata de Campeonato Brasileiro que depois redundaria em título de campeão para o Fluminense no ano de 1984, sendo sucedido justamente pelo Coritiba, campeão brasileiro de 1985, o primeiro clube a conquistar o Campeonato Brasileiro quebrando a hegemonia de agremiações de São Paulo, Rio de Janeiro, Rio Grande do Sul e Minas Gerais que perdurava desde 1960.
Os dois clubes também travaram uma tensa e histórica partida contra o rebaixamento no ano de 2009, ano no qual o Coritiba celebrava o seu centenário, que tivera como convidado de honra no mês de janeiro o próprio Fluminense, para aumentar ainda mais os contornos de dramaticidade dessa partida.

## História
Na primeira partida entre os dois clubes, 11 gols, vitória do Fluminense por 8 a 3 no Durival Britto em 1949.
Contra o Coritiba, as quartas-de-final do Campeonato Brasileiro de 1984 marcaram o encontro do time que seria campeão daquele ano, o Fluminense, com o campeão brasileiro do ano seguinte, o Coritiba, com o Tricolor se classificando para as semifinais com uma vitória por 5 a 0 no Maracanã tomado por 60 385 pagantes, fora os torcedores que tinham direito às gratuidades. No empate por 2 a 2 no jogo anterior, o time e a torcida do Fluminense saíram do estádio recebendo pedradas lançadas pela torcida adversária.
Coritiba e Fluminense fizeram a decisão do Torneio Maurício Fruet em 1985, disputado em Curitiba, após eliminarem Atlético Paranaense e Colorado (um dos clubes que originaram o atual Paraná Clube) respectivamente, tendo o Coritiba vencido por 1 a 0, sagrando-se campeão.
Para comemorar o seu centenário no ano de 2009, o Coritiba convidou o Fluminense para uma partida amistosa, que foi realizada no Estádio Couto Pereira, no dia 17 de janeiro. O jogo comemorativo terminou com a vitória tricolor por 1 a 0. O gol do Flu foi marcado por Tartá. Por ironia do destino, nesse ano Fluminense e Coritiba decidiram, no dia 6 de dezembro, a única vaga que garantia a permanência na Série A do Brasileirão. O jogo terminou empatado em 1 a 1, e com esse resultado o Fluminense se salvou do rebaixamento na última rodada daquela edição do campeonato brasileiro e o Coritiba acabou sendo rebaixado para a 2ª divisão em pleno Estádio Couto Pereira, justamente no ano do seu centenário. Após o apito final, ocorreram vários atos de violência por parte da torcida Coxa-Branca dentro do estádio e pelas ruas da capital paranaense.
Em 2015, 28 041 torcedores para Fluminense 2 a 0 Coritiba, fora os muitos milhares que voltaram para casa por falta de estacionamento (entre outras coisas porque o estacionamento da UERJ estava fechado) ou sem ingresso pelas filas imensas, por que houve falha na organização do evento.
Em 2023, o Fluminense decretou mais um rebaixamento para o Coritiba para a Série B, com três rodadas de antecedência. Dessa vez, o Flu ganhou no Maracanã pelo placar de 2 a 1.

## Ídolos
Duílio Dias Júnior, zagueiro do Fluminense na vitoriosa campanha de 1984, cria do Coritiba, é filho do maior goleador da História do clube paranaense, o ídolo coxa branca Duílio Dias, com 202 gols marcados em sua exitosa carreira.

## Jogos decisivos
Finais

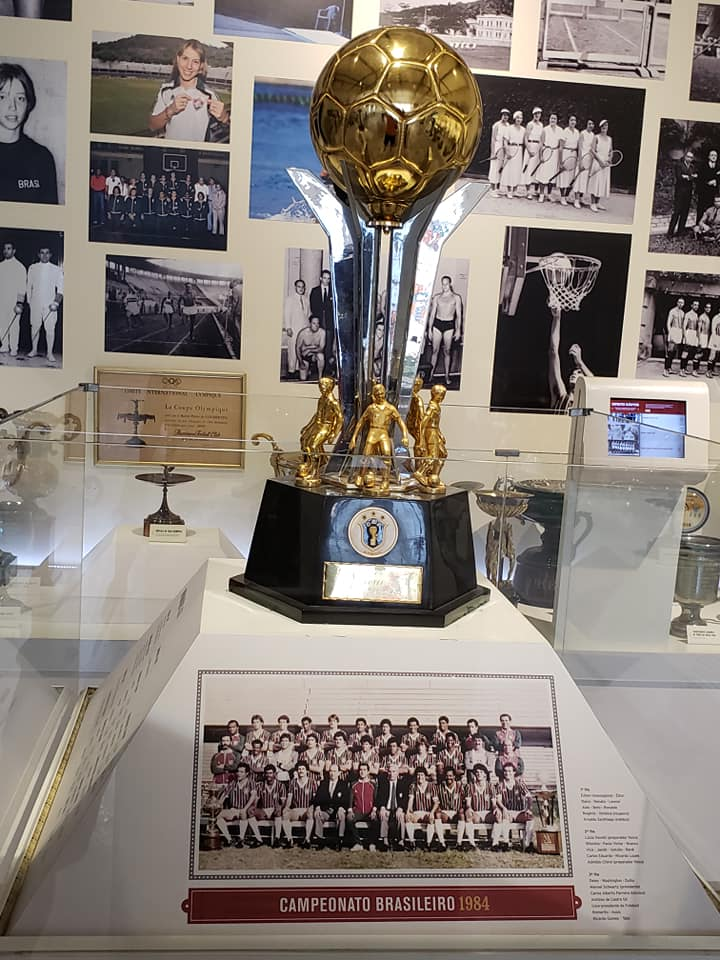
Troféu do Campeonato Brasileiro de 1984.

Em 1985, o Coritiba conquistou o Torneio Maurício Fruet em cima do Fluminense.
Mata-matas em competições da CBF
Em 1984, o Fluminense eliminou o Coritiba nas quartas de finais do Campeonato Brasileiro e avançou até a final. Na grande decisão, o tricolor carioca superou o rival Vasco da Gama e conquistou o seu 2º troféu do Brasileirão.

#### Campeonato Brasileiro na Era dos Pontos Corridos
Em 2009, Coritiba e Fluminense duelaram pela última rodada do Campeonato Brasileio, no Couto Pereira, em uma partida que valeu a última vaga da permanência na elite do Brasileirão e a última vaga para a Série B.  Nesse jogo extremamente dramático, o Fluminense se salvou do rebaixamento e o Coxa-Branca foi rebaixado para a 2ª divisão justamente no ano do seu centenário.

## Outras estatísticas
Cidades e estados

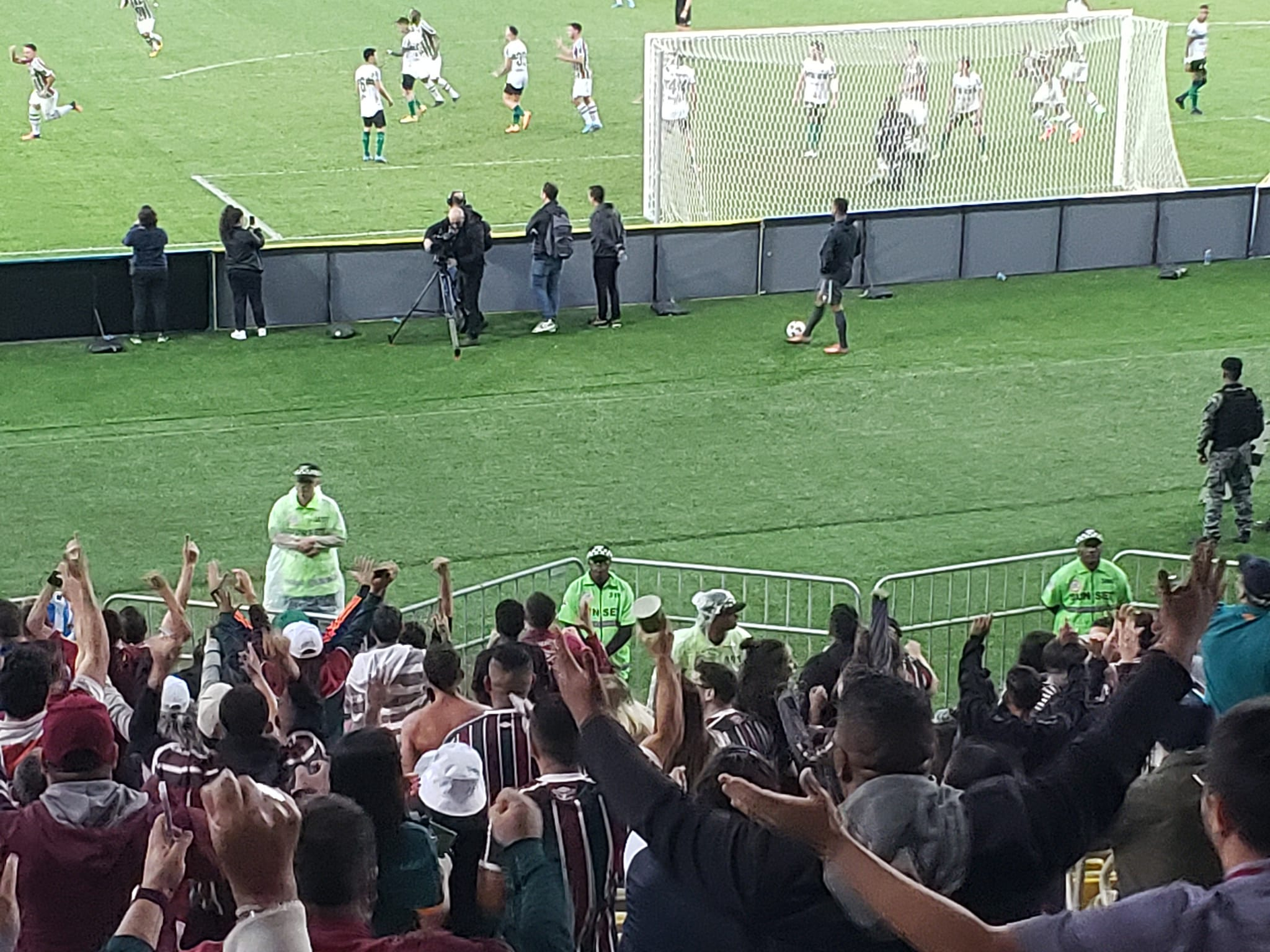
Momento de gol do Flu sobre o Coritiba no dia 20 de agosto de 2022.

Foram disputadas 25 partidas no Paraná e 23 no Rio de Janeiro. Além das cidades de Curitiba e Rio de Janeiro foram disputados dois jogos também em  Volta Redonda, no Estado do Rio de Janeiro.
Principais estádios
24 jogos foram realizados no Couto Pereira e 16 no Maracanã, estádios que abrigaram a maioria dos 48 jogos, 25 deles com o mando do Coxa. No Couto Pereira são 13 vitórias do Coritiba, 7 empates e 4 vitórias do Fluminense, 37 gols a favor do Coritiba e 22 a favor do Fluminense. No Maracanã são 8 vitórias do Fluminense, 5 empates e 3 vitórias do Coritiba, 32 gols a favor do Fluminense e 19 a favor do Coritiba. Já no Estádio do Engenhão, palco do Século XXI, O Fluminense está invicto, com 3 vitórias em 3 jogos, 9 gols a favor e 2 contra.
Campeonato Brasileiro
Exceto 3 amistosos, incluído o válido pelo Torneio Maurício Fruet, todos os demais jogos foram pelo Campeonato Brasileiro, com a primeira partida por essa competição tendo sido realizada em 1969, empate por 1 a 1 em Curitiba.
Pelo Campeonato Brasileiro Unificado foram 45 jogos, com 16 vitórias do Coritiba, 15 vitórias do Fluminense e 14 empates, 62 gols a favor do Coritiba e 67 gols a favor do Fluminense. A primeira partida entre os dois na competição nacional ocorreu em 1969, válida pelo Torneio Roberto Gomes Pedrosa.

## Recordes
Artilheiros
Os maiores artilheiros pelo Fluminense são Rodrigues e Fred, com quatro gols cada um, possivelmente os maiores artilheiros do confronto.
Maiores goleadas
A vitória do Fluminense por 8 a 3, na primeira partida, em 29 de março de 1949 é a maior goleada do confronto, igualada em diferença de gols também pela vitória tricolor por 5 a 0 em 6 de maio de 1984. Já a vitória com maior diferença de gols a favor do Coritiba foi por 3 a 0 em 16 de julho de 2003.
Partida com mais gols
A vitória tricolor por 8 a 3 em 27 de março de 1949 é também a partida com mais gols, 11 no total.
Empate com mais gols
O empate por 3 a 3 em 20 de janeiro de 2021 é aquele com mais gols marcados, 6 ao todo.
Séries
As maiores séries invictas eram de 6 jogos a favor de cada um: do Coritiba de 4 vitórias e 2 empates entre 25 de abril de 2004 até 20 de setembro de 2008; e do Fluminense com 2 vitórias e 4 empates entre 4 de junho de 2015 e 9 de novembro de 2017, mas existe uma série invicta de 7 jogos em aberta desde 4 de junho de 2015, com 3 vitórias do Fluminense e 4 empates nesse período.

## Maiores públicos

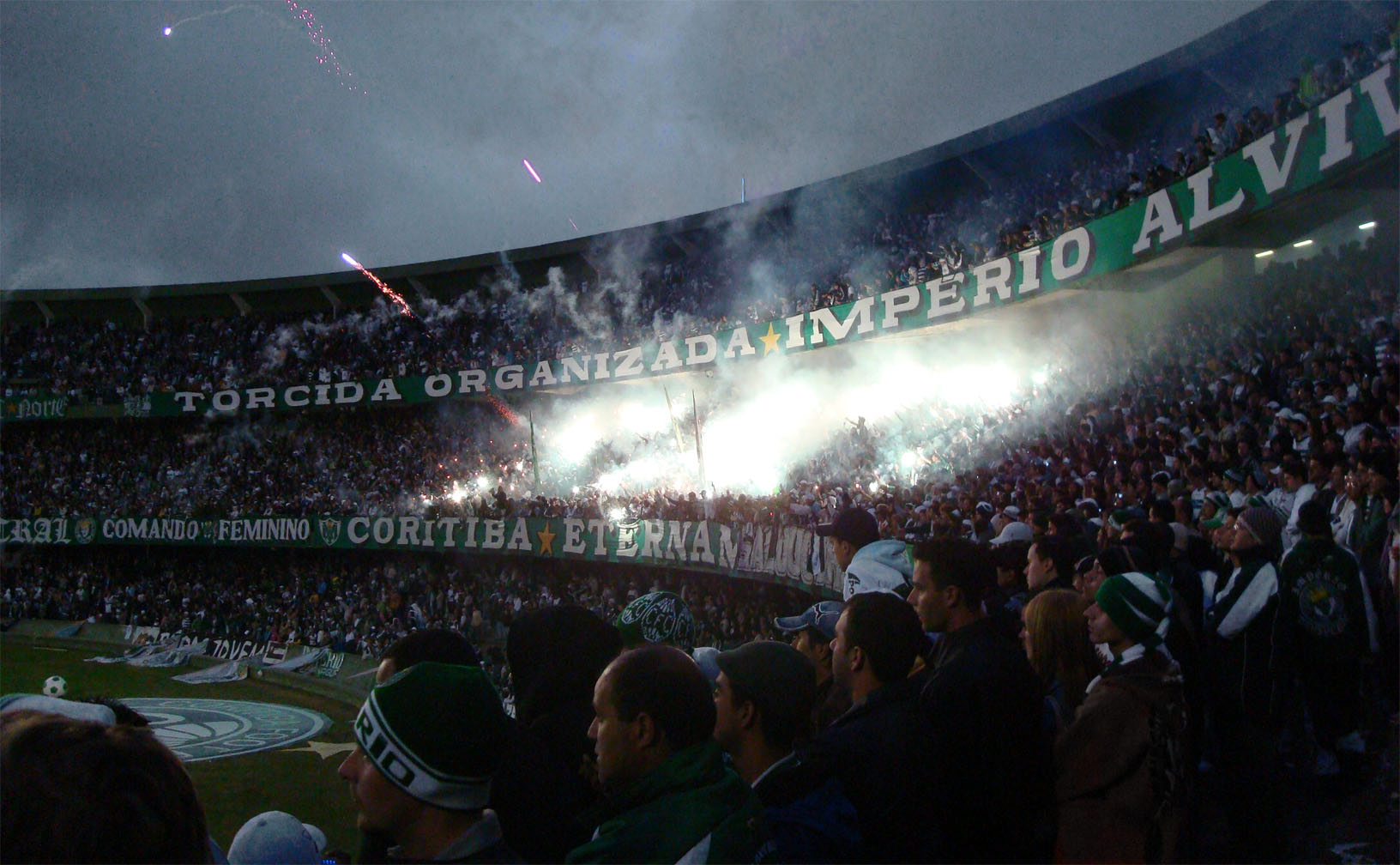
Festa da torcida Coxa-Branca no Estádio Couto Pereira.

- Festa da torcida Coxa-Branca no Estádio Couto Pereira.Aonde não constam os públicos pagantes e presentes, a referência é aos pagantes, acima de 20.000 presentes. A partida de 2001 encontra públicos diferentes em alguns lugares, por conta da promoção Nestlé, que a SUDERJ não considerava em seus borderôs.[25]

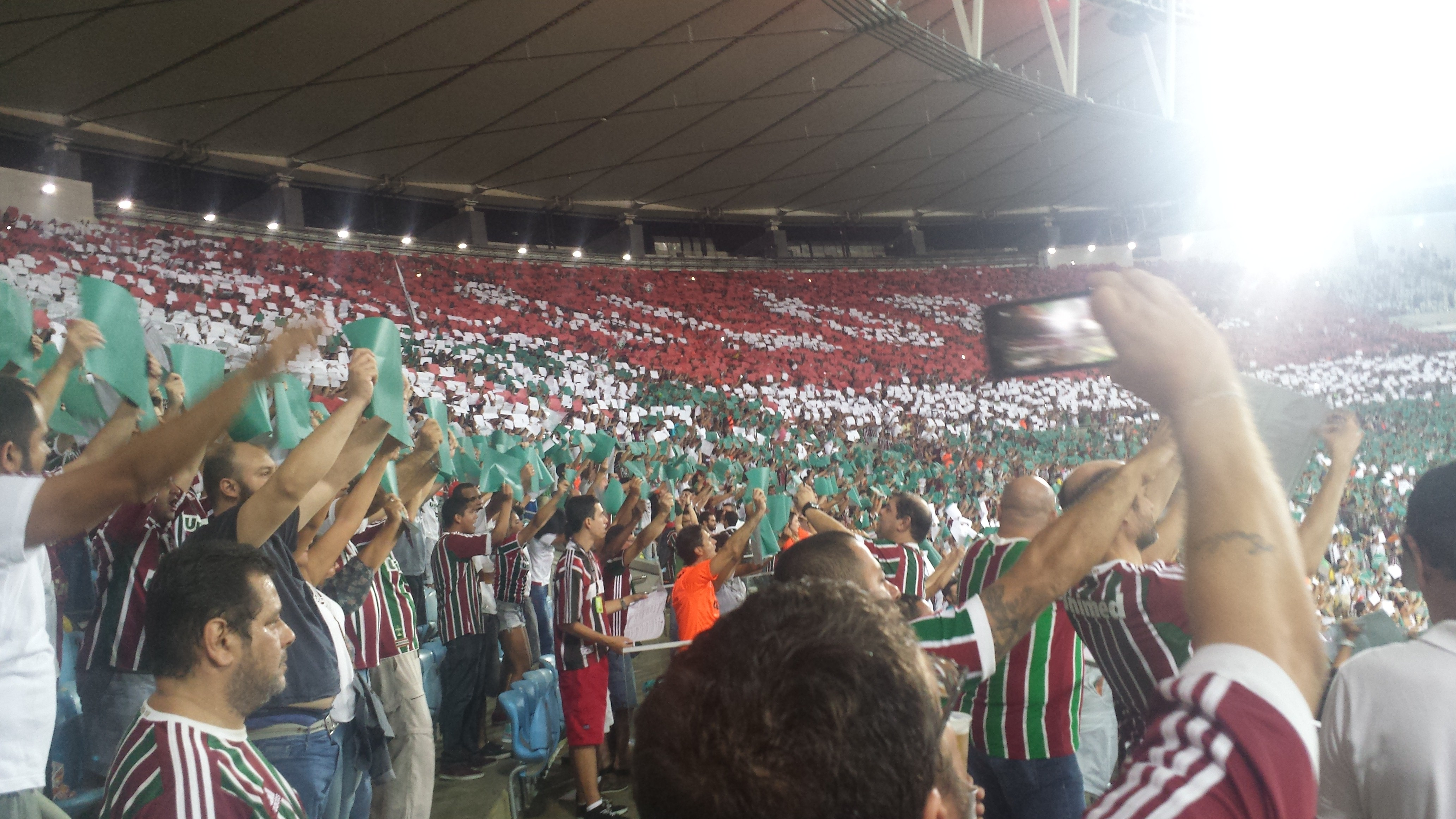
Mosaico da torcida do Fluminense no Estádio do Maracanã.

1. Mosaico da torcida do Fluminense no Estádio do Maracanã.Fluminense 5–0 Coritiba, 60 385, 6 de maio de 1984, Maracanã, C. Brasileiro.
2. Fluminense 1–1 Coritiba, 34 397, 21 de setembro de 2013, Maracanã, C. Brasileiro (28.550 pagantes)
3. Fluminense 2–1 Coritiba, 33 975, 25 de outubro de 2012, Engenhão, C. Brasileiro (29.994 pagantes)
4. Coritiba 1–1 Fluminense, 32 631, 6 de dezembro de 2009, Couto Pereira, C. Brasileiro (30.493 pagantes)
5. Coritiba 2-0 Fluminense, 30 482, 24 de julho de 2023, Couto Pereira, C. Brasileiro
6. Coritiba 2–2 Fluminense, 30 139, 29 de abril de 1984, Couto Pereira, C. Brasileiro (27.061 pagantes)
7. Fluminense 1–1 Coritiba, 28 511, 9 de agosto de 2014, Maracanã, C. Brasileiro (24.768 pagantes)
8. Fluminense 2–0 Coritiba, 28 041, 4 de junho de 2015, Maracanã, C. Brasileiro (23.004 pagantes)
9. Coritiba 3–2 Fluminense, 24 622, 1º de Maio de 2022, Couto Pereira, C. Brasileiro (23 465 pagantes)
10. Fluminense 5–2 Coritiba, 24.028, 20 de agosto de 2022, Maracanã, C. Brasileiro (22.231 pagantes).
11. Fluminense 3–1 Coritiba, 21 226, 23 de setembro de 2001, Maracanã, C. Brasileiro (16.047 pagantes)
12. Coritiba 0–0 Fluminense, 20 000, 18 de setembro de 2005, Couto Pereira, C. Brasileiro (18.771 pagantes)

- Provavelmente tinham mais de 20 000 presentes:

Coritiba 2–0 Fluminense, 19 510, 1 de novembro de 1972, Belfort Duarte (Couto Pereira), C. Brasileiro
Coritiba 1–0 Fluminense, 18 755, 14 de outubro de 1973, Belfort Duarte (Couto Pereira), C. Brasileiro
- Por décadas:

2011/2020: 5
2001/2010: 3
1981/1990: 2
2021/2030: 2

## Todos os confrontos
Campeão em jogo válido por final de campeonato.
 Vice-campeão em jogo válido por final de campeonato ou em rodada que decidiu o título.
|    | Lista de jogos         | Lista de jogos | Lista de jogos | Lista de jogos | Lista de jogos                | Lista de jogos      | Lista de jogos | Lista de jogos | Lista de jogos | Lista de jogos |
| Nº | Data                   | Time mandante  | Placar         | Time visitante | Competição                    | Estádio             | Local          | V.Cor          | E              | V.Flu          |
| -- | ---------------------- | -------------- | -------------- | -------------- | ----------------------------- | ------------------- | -------------- | -------------- | -------------- | -------------- |
| 1  | 29 de março de 1949    | Coritiba       | 3–8            | Fluminense     | Partida amistosa              | Durival Britto      | Curitiba       |                |                | 1              |
| 2  | 5 de outubro de 1969   | Coritiba       | 1–1            | Fluminense     | Torneio Roberto Gomes Pedrosa | Belfort Duarte      | Curitiba       |                | 1              |                |
| 3  | 18 de agosto de 1971   | Fluminense     | 2–1            | Coritiba       | Campeonato Brasileiro         | Maracanã            | Rio de Janeiro |                |                | 2              |
| 4  | 1 de novembro de 1972  | Coritiba       | 2–0            | Fluminense     | Campeonato Brasileiro         | Belfort Duarte      | Curitiba       | 1              |                |                |
| 5  | 14 de outubro de 1973  | Coritiba       | 1–0            | Fluminense     | Campeonato Brasileiro         | Belfort Duarte      | Curitiba       | 2              |                |                |
| 6  | 12 de junho de 1974    | Fluminense     | 1–1            | Coritiba       | Campeonato Brasileiro         | Maracanã            | Rio de Janeiro |                | 2              |                |
| 7  | 20 de agosto de 1975   | Fluminense     | 0–1            | Coritiba       | Campeonato Brasileiro         | Maracanã            | Rio de Janeiro | 3              |                |                |
| 8  | 29 de abril de 1984    | Coritiba       | 2–2            | Fluminense     | Campeonato Brasileiro         | Couto Pereira       | Curitiba       |                | 3              |                |
| 9  | 6 de maio de 1984      | Fluminense     | 5–0            | Coritiba       | Campeonato Brasileiro         | Maracanã            | Rio de Janeiro |                |                | 3              |
| 10 | 8 de maio de 1985      | Coritiba       | 1–0            | Fluminense     | Torneio Maurício Fruet        | Couto Pereira       | Curitiba       | 4              |                |                |
| 11 | 13 de setembro de 1986 | Fluminense     | 1–0            | Coritiba       | Campeonato Brasileiro         | Maracanã            | Rio de Janeiro |                |                | 4              |
| 12 | 21 de novembro de 1987 | Coritiba       | 2–1            | Fluminense     | Campeonato Brasileiro         | Couto Pereira       | Curitiba       | 5              |                |                |
| 13 | 16 de outubro de 1988  | Coritiba       | 0–1            | Fluminense     | Campeonato Brasileiro         | Couto Pereira       | Curitiba       |                |                | 5              |
| 14 | 20 de setembro de 1989 | Fluminense     | 2–0            | Coritiba       | Campeonato Brasileiro         | Laranjeiras         | Rio de Janeiro |                |                | 6              |
| 15 | 28 de setembro de 1996 | Coritiba       | 3–1            | Fluminense     | Campeonato Brasileiro         | Couto Pereira       | Curitiba       | 6              |                |                |
| 16 | 27 de julho de 1997    | Fluminense     | 1–1            | Coritiba       | Campeonato Brasileiro         | São Januário        | Rio de Janeiro |                | 4              |                |
| 17 | 16 de novembro de 2000 | Fluminense     | 2–0            | Coritiba       | Campeonato Brasileiro         | Maracanã            | Rio de Janeiro |                |                | 7              |
| 18 | 23 de setembro de 2001 | Fluminense     | 3–1            | Coritiba       | Campeonato Brasileiro         | Maracanã            | Rio de Janeiro |                |                | 8              |
| 19 | 31 de agosto de 2002   | Coritiba       | 2–0            | Fluminense     | Campeonato Brasileiro         | Couto Pereira       | Curitiba       | 7              |                |                |
| 20 | 16 de julho de 2003    | Coritiba       | 3–0            | Fluminense     | Campeonato Brasileiro         | Couto Pereira       | Curitiba       | 8              |                |                |
| 21 | 8 de novembro de 2003  | Fluminense     | 3–2            | Coritiba       | Campeonato Brasileiro         | Maracanã            | Rio de Janeiro |                |                | 9              |
| 22 | 25 de abril de 2004    | Fluminense     | 1–1            | Coritiba       | Campeonato Brasileiro         | Maracanã            | Rio de Janeiro |                | 5              |                |
| 23 | 19 de agosto de 2004   | Coritiba       | 2–0            | Fluminense     | Campeonato Brasileiro         | Couto Pereira       | Curitiba       | 9              |                |                |
| 24 | 21 de maio de 2005     | Fluminense     | 2–4            | Coritiba       | Campeonato Brasileiro         | Raulino de Oliveira | Volta Redonda  | 10             |                |                |
| 25 | 18 de setembro de 2005 | Coritiba       | 0–0            | Fluminense     | Campeonato Brasileiro         | Couto Pereira       | Curitiba       |                | 6              |                |
| 26 | 21 de junho de 2008    | Coritiba       | 2–1            | Fluminense     | Campeonato Brasileiro         | Couto Pereira       | Curitiba       | 11             |                |                |
| 27 | 20 de setembro de 2008 | Fluminense     | 2–3            | Coritiba       | Campeonato Brasileiro         | Maracanã            | Rio de Janeiro | 12             |                |                |
| 28 | 17 de janeiro de 2009  | Coritiba       | 0–1            | Fluminense     | Partida amistosa              | Couto Pereira       | Curitiba       |                |                | 10             |
| 29 | 16 de agosto de 2009   | Fluminense     | 1–3            | Coritiba       | Campeonato Brasileiro         | Maracanã            | Rio de Janeiro | 13             |                |                |
| 30 | 6 de dezembro de 2009  | Coritiba       | 1–1            | Fluminense     | Campeonato Brasileiro         | Couto Pereira       | Curitiba       |                | 7              |                |
| 31 | 16 de julho de 2011    | Coritiba       | 3–1            | Fluminense     | Campeonato Brasileiro         | Couto Pereira       | Curitiba       | 14             |                |                |
| 32 | 13 de outubro de 2011  | Fluminense     | 3–1            | Coritiba       | Campeonato Brasileiro         | Engenhão            | Rio de Janeiro |                |                | 11             |
| 33 | 5 de agosto de 2012    | Coritiba       | 0–2            | Fluminense     | Campeonato Brasileiro         | Couto Pereira       | Curitiba       |                |                | 12             |
| 34 | 25 de outubro de 2012  | Fluminense     | 2–1            | Coritiba       | Campeonato Brasileiro         | Engenhão            | Rio de Janeiro |                |                | 13             |
| 35 | 6 de junho de 2013     | Coritiba       | 2–1            | Fluminense     | Campeonato Brasileiro         | Couto Pereira       | Curitiba       | 15             |                |                |
| 36 | 21 de setembro de 2013 | Fluminense     | 1–1            | Coritiba       | Campeonato Brasileiro         | Maracanã            | Rio de Janeiro |                | 8              |                |
| 37 | 9 de agosto de 2014    | Fluminense     | 1–1            | Coritiba       | Campeonato Brasileiro         | Maracanã            | Rio de Janeiro |                | 9              |                |
| 38 | 8 de novembro de 2014  | Coritiba       | 1–0            | Fluminense     | Campeonato Brasileiro         | Couto Pereira       | Curitiba       | 16             |                |                |
| 39 | 4 de junho de 2015     | Fluminense     | 2–0            | Coritiba       | Campeonato Brasileiro         | Maracanã            | Rio de Janeiro |                |                | 14             |
| 40 | 9 de setembro de 2015  | Coritiba       | 1–1            | Fluminense     | Campeonato Brasileiro         | Couto Pereira       | Curitiba       |                | 10             |                |
| 41 | 2 de julho de 2016     | Fluminense     | 0–0            | Coritiba       | Campeonato Brasileiro         | Raulino de Oliveira | Volta Redonda  |                | 11             |                |
| 42 | 23 de outubro de 2016  | Coritiba       | 1–1            | Fluminense     | Campeonato Brasileiro         | Couto Pereira       | Curitiba       |                | 12             |                |
| 43 | 16 de julho de 2017    | Coritiba       | 1–2            | Fluminense     | Campeonato Brasileiro         | Couto Pereira       | Curitiba       |                |                | 15             |
| 44 | 9 de novembro de 2017  | Fluminense     | 2–2            | Coritiba       | Campeonato Brasileiro         | Maracanã            | Rio de Janeiro |                | 13             |                |
| 45 | 28 de setembro de 2020 | Fluminense     | 4–0            | Coritiba       | Campeonato Brasileiro         | Engenhão            | Rio de Janeiro |                |                | 16             |
| 46 | 20 de janeiro de 2021  | Coritiba       | 3–3            | Fluminense     | Campeonato Brasileiro         | Couto Pereira       | Curitiba       |                | 14             |                |
| 47 | 1º de maio de 2022     | Coritiba       | 3–2            | Fluminense     | Campeonato Brasileiro         | Couto Pereira       | Curitiba       | 17             |                |                |
| 48 | 20 de agosto de 2022   | Fluminense     | 5-2            | Coritiba       | Campeonato Brasileiro         | Maracanã            | Rio De Janeiro |                |                | 17             |
| 49 | 24 de Julho de 2023    | Coritiba       | 2-0            | Fluminense     | Campeonato Brasileiro         | Couto Pereira       | Curitiba       | 18             |                |                |
| 50 | 25 de Novembro de 2023 | Fluminense     | 2-1            | Coritiba       | Campeonato Brasileiro         | Maracanã            | Rio de Janeiro |                |                | 18             |